# Curfoz
Curfoz est un petit village de la ville belge de Bouillon situé en Région wallonne dans la province de Luxembourg, à 4 kilomètres au nord-est du centre-ville qu'il domine de quelque 150 mètres.

## Histoire
Lorsque l'ancien duché de Bouillon fut réuni à la France, Curfoz fut affecté au canton de Bouillon, avec le statut de commune, par le décret du 4 brumaire an IV modifié par le Conseil des Cinq-Cents, le 26 fructidor an IV.
Cette commune fut affectée au Royaume des Pays-Bas par le Traité de Paris (1815).

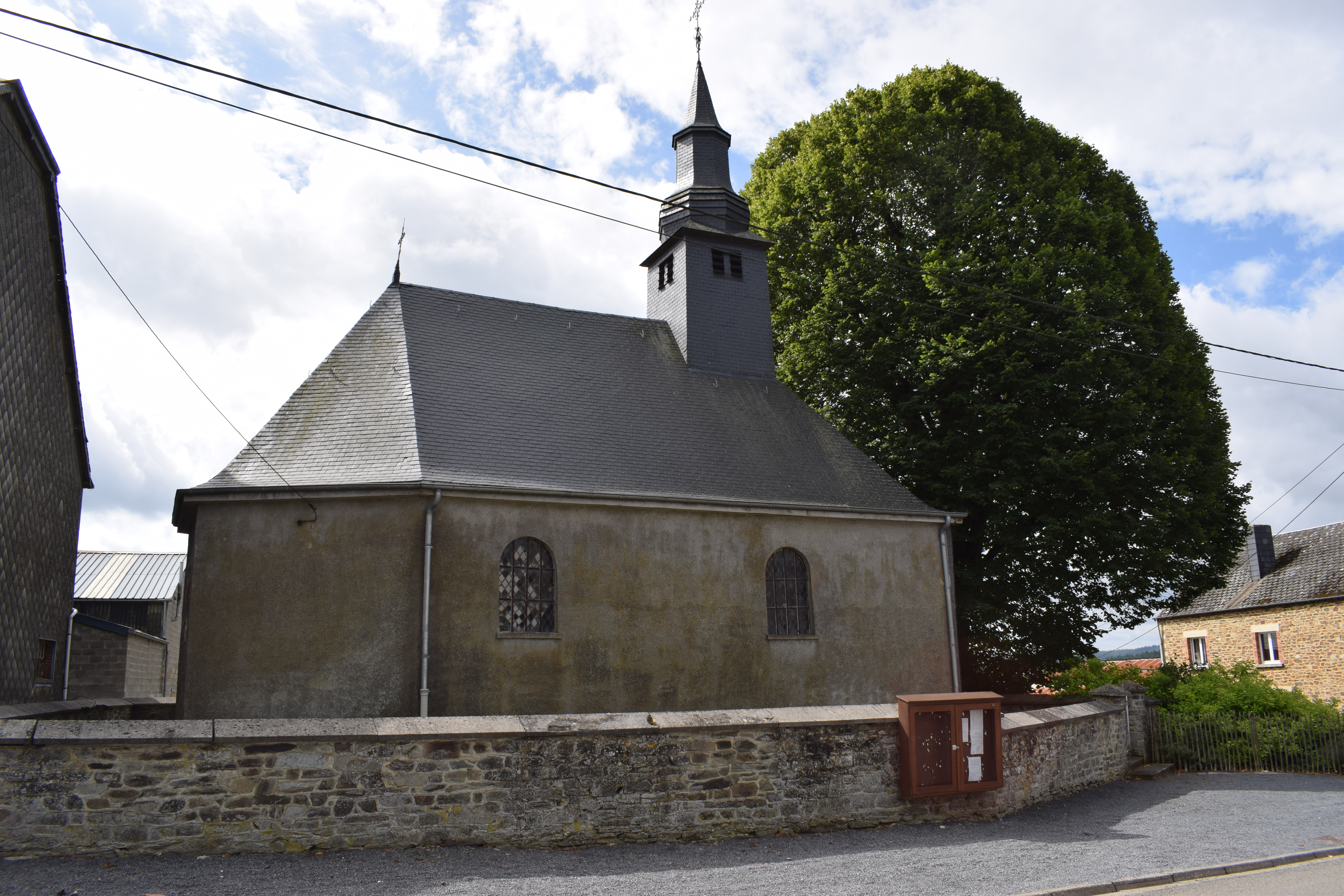
La chapelle.

## Le belvédère de Curfoz
À Curfoz se trouve le fameux belvédère, surplombant Bouillon, mettant en évidence le méandre de la Semois protégeant le château fort. Dans le passé la sécurité de la ville de Bouillon nécessitait la présence de tels belvédères (tours de guet) permettant une transmission rapide de signaux visuels.

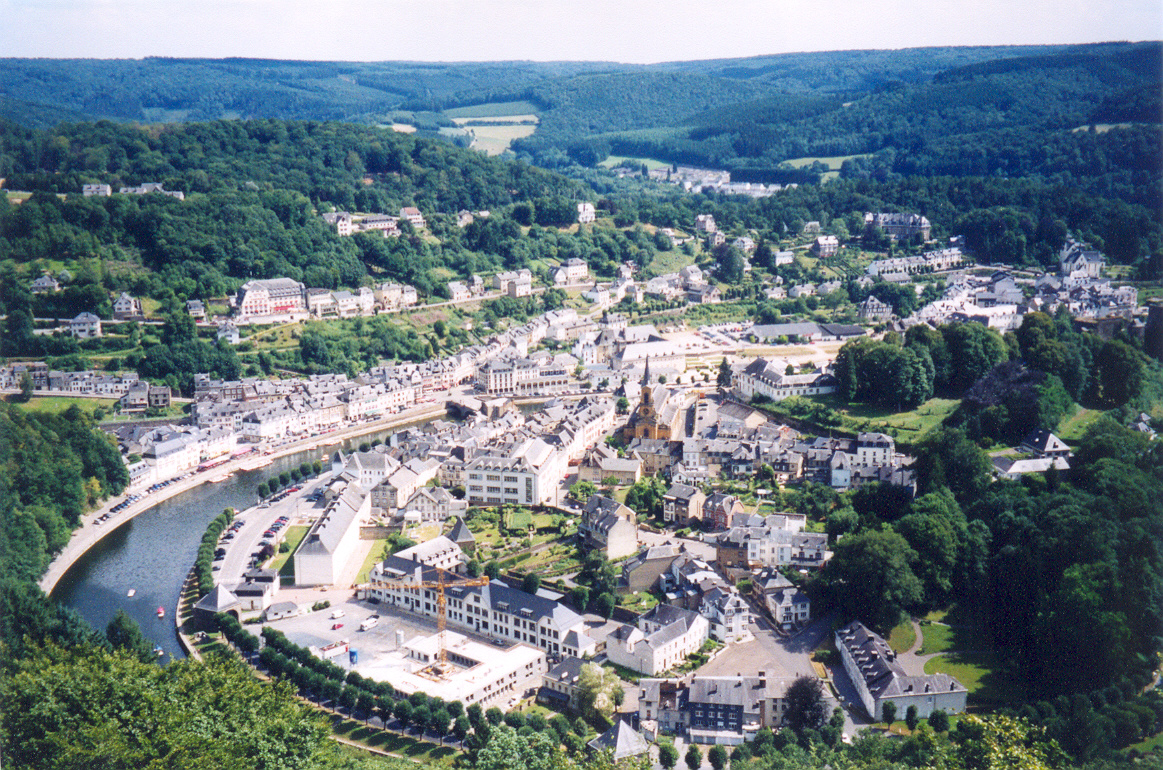
Vue de Bouillon depuis le belvédère.

### Premier
On trouve une mention du premier belvédère en 1923. Le site a une altitude de 365 m et la dénivellation jusqu'à la Semois est de 150 m. Haut de 15 mètres et possédant 3 plateformes, le premier belvédère dominait le recru du taillis et vécut 14 ans.

### Deuxième
En 1949, l'ancien était devenu vétuste, un nouveau belvédère fut construit, ayant les mêmes dimensions et la même hauteur de 15 m.
Dans les années 70, les arbres ayant grandi et cachant la vue le deuxième belvédère était devenu inutile. Le syndicat d’initiative de Bouillon décida de l’abattre en 1975.

### Troisième
Le Service Technique Provincial proposa alors un monument de 30 m de haut, complètement en bois. Ce troisième belvédère coûta 4 300 000 FB soit 107 000 €. Son édification fut réalisée par un entrepreneur de Noirefontaine et l’inauguration eut lieu en 1980. Le projet terminé le belvédère avait 31 m; 161 marches permettaient d'en atteindre le sommet.

### Quatrième
À la suite de détériorations dues à la pluie et à des actes de vandalisme, le belvédère de 1980 fut fermé laissant place à un nouveau projet moins ambitieux que le précédent ; le quatrième belvédère est haut de 24 m. Un entrepreneur de Hotton réalise le nouveau projet pour une somme de 200 000 €. il le termine en 2001.
Aujourd’hui c’est au moyen des 116 marches que l’on atteint le sommet de cet édifice. Situé à 175 m au-dessus de la Semois, le belvédère offre une belle image du château fort ainsi que de la ville de Bouillon lovée dans son méandre.
Ce quatrième belvédère et au départ, le petit chalet se situant en dessous furent la victime d'un incendie le 10 septembre 2009. l'incendie a commencé par ravager le chalet et ensuite s'est propagé aux piliers du belvédère. les premières sources parlent d'un incendie criminel. Néanmoins, le belvédère est depuis inaccessible au public.
La légende dit que 5 Dieux venant des cieux se sont prélassés durant la journée du 31 mars 1918, surveillant le beau village de Bouillon et ses alentours. Accompagnés de leurs aigles royaux sauvages peut être français, quiconque osant s'aventurer sur les hauteurs de ce château/cabane surélevé forestier chatouillant le ciel du haut de sa pointe métallique,ne reviendront jamais..